# Episodi di Adam-12 (quarta stagione)
La quarta stagione della serie televisiva Adam-12 è andata in onda negli Stati Uniti dal 15 settembre 1971 al 15 marzo 1972 sulla NBC, posizionandosi al 9º posto nei rating Nielsen di fine anno con il 23,9% di penetrazione e con una media superiore ai 14 milioni di spettatori. In Italia è stata trasmessa su Canale 5 nel 1988.
| nº | Titolo originale           | Titolo italiano                   | Prima TV USA      | Prima TV Italia |
| -- | -------------------------- | --------------------------------- | ----------------- | --------------- |
| 1  | Extortion                  | Estorsione                        | 15 settembre 1971 | 1988            |
| 2  | Million Dollar Buff        | Un milione di dollari             | 22 settembre 1971 | 1988            |
| 3  | The Grandmothers           | Le nonne                          | 29 settembre 1971 | 1988            |
| 4  | The Radical                | Il radicale                       | 6 ottobre 1971    | 1988            |
| 5  | The Search                 | La ricerca                        | 20 ottobre 1971   | 1988            |
| 6  | The Ferret                 | Il furetto                        | 27 ottobre 1971   | 1988            |
| 7  | Truant                     | L'assenteista                     | 3 novembre 1971   | 1988            |
| 8  | Ambush                     | La trappola                       | 10 novembre 1971  | 1988            |
| 9  | Anniversary                | L'anniversario                    | 17 novembre 1971  | 1988            |
| 10 | Day Watch                  | L'orologio diurno                 | 24 novembre 1971  | 1988            |
| 11 | Assassination              | L'attentato                       | 8 dicembre 1971   | 1988            |
| 12 | The Dinosaur               | Il dinosauro                      | 15 dicembre 1971  | 1988            |
| 13 | Pick-up                    | Pick-up                           | 29 dicembre 1971  | 1988            |
| 14 | Citizens All               | Tutti i cittadini                 | 5 gennaio 1972    | 1988            |
| 15 | The Princess and the Pig   | La principessa e il maiale        | 12 gennaio 1972   | 1988            |
| 16 | The Tip                    | La mancia                         | 19 gennaio 1972   | 1988            |
| 17 | The Parole Violator        | Violazione sulla libertà vigilata | 26 gennaio 1972   | 1988            |
| 18 | The Adoption               | L'adozione                        | 2 febbraio 1972   | 1988            |
| 19 | Mary Hong Loves Tommy Chen | L'amore non ha prezzo             | 9 febbraio 1972   | 1988            |
| 20 | Substation                 | Sottostazione                     | 16 febbraio 1972  | 1988            |
| 21 | Backup 1-L20               | Backup 1-L20                      | 23 febbraio 1972  | 1988            |
| 22 | Who Won?                   | Chi ha vinto?                     | 1º marzo 1972     | 1988            |
| 23 | Eyewitness                 | Testimone oculare                 | 8 marzo 1972      | 1988            |
| 24 | Wednesday Warrior          | Un mercoledì da guerrieri         | 15 marzo 1972     | 1988            |

## Estorsione
- Titolo originale: Extorsion
- Diretto da: Christian Nyby
- Scritto da: Robert I. Holt

### Trama
Malloy viene promosso come ufficiale anziano, mentre MacDonald come sergente di secondo grado. Malloy e Reed indagano su un racket di estorsioni contro un gruppo di ebrei sopravvissuti all'Olocausto, con il proprietario della tintoria disposto a testimoniare.

## Un milione di dollari
- Titolo originale: Million Dollar Buff
- Diretto da: James Neilson
- Scritto da: Leo V. Gordon

### Trama
Un appassionato di polizia Jennings Thorthon, interviene in un caso di guida in stato di ebbrezza, investendo un tiratore dopo una rapina e ad intervenire sono Malloy e Reed.

## Le nonne
- Titolo originale: The Grandmothers
- Diretto da: Ozzie Nelson
- Scritto da: Herb Purdum

### Trama
Malloy e Reed indagano su una rapina in un negozio, che vendono piccoli oggetti, per poi restituire i soldi. I due agenti scoprono che questa rapina è collegata ad altre.

## Il radicale
- Titolo originale: The Radical
- Diretto da: Oscar Rudolph
- Scritto da: Stephen J. Cannell

### Trama
Un radicale compie una serie di attentati e Reed riesce ad arrestarlo e portarlo dal procuratore distrettuale Paul Ryan.
- Questo episodio è la prima parte del crossover che si conclude con l'episodio Lo stato contro Robin Saydo nella serie The D.A..

## La ricerca
- Titolo originale: The Search
- Diretto da: James Neilson
- Scritto da: Stephen J. Cannell

### Trama
L'auto della polizia Adam-12 è tornato in strada dopo la manutenzione ordinaria, ma la radio no. Malloy e Reed intervengono in una rapina a mano armata, Reed ne arresta uno e Malloy perde l'altro durante l'inseguimento.

## Il furetto
- Titolo originale: The Ferret
- Diretto da: Alan Crosland
- Scritto da: Stephen J. Cannell

### Trama
Un uomo di nome The Ferret sta vandalizzando uno stabilimento di produzione a causa della loro scarsa esperienza in ecologia e scappa da Reed all'inseguimento a piedi.

## L'assenteista
- Titolo originale: Traunt
- Diretto da: Hollingsworth Morse
- Scritto da: Michael Donovan

### Trama
Gli assenteisti scolastici sono in aumento nel distretto e Reed ha un piano per raccogliere le persone per strada, che è stato approvato dopo un'irruzione in un garage da parte di due sbandati.

## La trappola
- Titolo originale: Ambush
- Diretto da: Christian Nyby
- Scritto da: Stephen J. Cannell e Herb Purdum

### Trama
Malloy e Reed sono incaricati di trasportare un prigioniero da Malibu a Los Angeles per mandati di circolazione eccezionali. Il prigioniero è anche testimone di una strage, ma i due agenti e il prigioniero vengono tesi in una trappola e si trovano fuori in un'area isolata.

## L'anniversario
- Titolo originale: Anniversary
- Diretto da: James Neilson
- Scritto da: Leo V. Gordon

### Trama
Si sta avvicinando l'anniversario della promozione da sergente per MacDonald e Malloy e Reed vanno a comprare il regalo, cioè una bottiglia di champagne ma trovano il proprietario del negozio di liquori ferito gravemente durante un tentativo di rapina e trovano anche il rapinatore morto in un parco con un colpo di arma da fuoco inflitto dal proprietario.

## L'orologio diurno
- Titolo originale: Day Watch
- Diretto da: Dennis Donnelly
- Scritto da: Leo V. Gordon

### Trama
Nel corso del loro turno, Malloy e Reed hanno a che fare con un proprietario di una stazione di servizio razzista stanco di essere vittima di ripetute rapine e altri casi.

## L'attentato
- Titolo originale: Assassination
- Diretto da: Christian Nyby
- Scritto da: Michael Donovan

### Trama
Una falsa dovuta ad ignoti provoca una sparatoria tra loro e Malloy e Reed, che si recano all'aeroporto per trasportare un donatore di sangue.

## Il dinosauro
- Titolo originale: The Dinosaur
- Diretto da: Ozzie Nelson
- Scritto da: Michael Donovan

### Trama
L'agente Art McCall torna dopo otto anni di assenza e lavora insieme a Malloy e Reed per vedere quanto è cambiato nelle forze dell'ordine.

## Pick-up
- Titolo originale: Pick-up
- Diretto da: James Neilson
- Scritto da: J.C. Hospidar

### Trama
Malloy e Reed trovano una ragazza ferita e stuprata sulle colline, ma ha identificato l'auto del suo aggressione come una Porsche rossa. Malloy vede l'auto del sospettato che rapisce un'altra ragazza e lo insegue.

## Tutti i cittadini
- Titolo originale: Citizens All
- Diretto da: James Neilson
- Scritto da: Leo V. Gordon

### Trama
I casi di Malloy e Reed sono alcuni tra cui la rapina subita da una donna da parte dei due uomini e tanti altri.

## La principessa e il maiale
- Titolo originale: The Princess and the Big
- Diretto da: James Neilson
- Scritto da: Stephen J. Cannell

### Trama
Una chiamata di disturbo porta Malloy e Reed in una discoteca dove una cantante è stremata dalla droga e la portano in ospedale, ma si scopre che qualcuno la sta tentando di ucciderla.

## La mancia
- Titolo originale: The Tip
- Diretto da: Christian Nyby
- Scritto da: Michael Donovan

### Trama
Malloy e Reed si trovano di fronte ad una donna che pensa di avere un serpente a sonagli nel bagagliaio e altri casi.

## Violazione della libertà vigilata
- Titolo originale: The Parole Violator
- Diretto da: James Neilson
- Scritto da: Don Page

### Trama
Malloy non crede che il miglior giocatore della squadra di basket che allena sia tornato a drogarsi, anche di fronte che suggeriscono il contrario.

## L'adozione
- Titolo originale: Adoption
- Diretto da: Christian Nyby
- Scritto da: Leonard F. Hill

### Trama
Malloy e Reed indagano sul saccheggio di uno spogliatoio di football del college e scoprono l'uso sistematico di farmaci dopanti.

## L'amore non ha prezzo
- Titolo originale: Mary Hong Loves Tommy Chen
- Diretto da: James Neilson
- Scritto da: Stephen J. Cannell

### Trama
Malloy e Reed indagano su un possibile attacco di un'associazione di anziani cinesi, dopo che una ragazza aveva nascosto delle informazioni per volontà del padre riguardo al suo ragazzo in coma.

## Sotto-stazione
- Titolo originale: Sub-Station
- Diretto da: Christian Nyby
- Scritto da: Michael Donovan

### Trama
Malloy e Reed sono stati temporaneamente assegnati ad una stazione di polizia vicino all'aeroporto, ma affrontano una situazione di ostaggio.

## Backup 1-L20
- Titolo originale: Backup 1-L20
- Diretto da: James Neilson
- Scritto da: Stephen J. Cannell

### Trama
Malloy cerca di dimostrare l'innocenza del suo sergente, quando viene accusato dell'omicidio colposo di un pedone stradale.

## Chi ha vinto?
- Titolo originale: Who Won?
- Diretto da: James Neilson
- Scritto da: Michael Donovan

### Trama
Malloy e Reed lavorano per ridurre l'aumento delle corse clandestine collaborando con i leader dei club di corse rivali e ottenendo l'uso legittimo di una striscia tramite un promotore di gara.

## Testimone oculare
- Titolo originale: Eyewitness
- Diretto da: Christian Nyby
- Scritto da: James Doherty

### Trama
Malloy e Reed cercano un bambino di sei anni scomparso dopo aver assistito ad un crimine come testimone.

## Un mercoledì da guerrieri
- Titolo originale: Wednesday Warrior
- Diretto da: James Neilson
- Scritto da: Stephen J. Cannell

### Trama
Reed è preoccupato quando il suo amico ingegnere, viene nominato come agente di polizia nella riserva e finisce per collaborare con l'agente Ed Wells.